# Vocal casi cerrada central redondeada
La vocal casi cerrada central redondeada (escucharⓘ) es un sonido vocálico utilizado en algunas lenguas habladas. El Alfabeto Fonético Internacional puede representar este sonido de varias maneras, pero los símbolos más comunes son ⟨ʊ̈⟩ ([ʊ] centralizada) y ⟨ʉ̞⟩ ([ʉ] descendida) para una vocal proyectada, y ⟨ʏ̈⟩ para una vocal comprimida.
La tercera edición del OED adoptó una extensión oficiosa del AFI, ⟨ᵿ⟩, una conflación de ⟨ʊ⟩ y ⟨ʉ⟩, y representa o bien [ʊ̈] o una variación libre entre [ʊ] y [ə]. El símbolo no oficial ⟨ᵿ⟩ es también utilizado por Krech et al. (2009) para transcribir la vocal en el noruego oriental estándar, donde se suele escribir ⟨ʉ̞⟩ o simplemente ⟨ʉ⟩.
El AFI prefiere la denominación «cerrada» y «abierta» para las vocales, y este artículo sigue esta terminología. Aun así, un gran número de lingüistas, quizás una mayoría, prefiere los términos «alta» y «baja».

## Uso en diferentes lenguas
| Lengua     | Lengua                   | Palabra               | AFI         | Significado       | Notas |
| ---------- | ------------------------ | --------------------- | ----------- | ----------------- | --- |
| Córnico    | Córnico                  | [se necesita ejemplo] | —           | —                 | |
| Neerlandés | Belga estándar           | hut                   | [ɦʊ̈t]ⓘ      | «cabaña»          | La vocal belga es un poco más baja y normalmente se trancribe como /ʏ/ o /œ/, y corresponde a [ɵ] en los Países Bajos. La vocal holandesa se suele transcribir como /y/, y corresponde a /y/ en Bélgica. Esta última también ha sido descrita como semianterior [ʏ]. Véase fonología del neerlandés. |
| Neerlandés | Neerlandés               | fuut                  | [fʊ̈t]       | «somormujo»       | La vocal belga es un poco más baja y normalmente se trancribe como /ʏ/ o /œ/, y corresponde a [ɵ] en los Países Bajos. La vocal holandesa se suele transcribir como /y/, y corresponde a /y/ en Bélgica. Esta última también ha sido descrita como semianterior [ʏ]. Véase fonología del neerlandés. |
| Inglés     | Cockney                  | good                  | [ɡʊ̈d]       | «bien»            | Solo en algunas palabras, particularmente en good. En otros casos es semiposterior. |
| Inglés     | Cultivated South African | good                  | [ɡʊ̈d]       | «bien»            | Younger, especially female speakers. Other speakers have a less front vowel [ʊ] |
| Inglés     | Inglés suroriental       | good                  | [ɡʊ̈d]       | «bien»            | Puede ser no redondeada [ɪ̈] en su lugar; corresponde a [ʊ] en otros dialectos. Véase fonología del inglés. |
| Inglés     | Ulster                   | good                  | [ɡʊ̈d]       | «bien»            | Alófono corto de /u/. |
| Inglés     | Nueva Zelanda            | goose                 | [ɡʊ̈ːs]      | «ganso»           | Realización posible de /ʉː/. |
| Irlandés   | Dialecto Munster         | giobal                | [ˈɟʊ̟bˠɰəɫ̪]  | «trapo», «harapo» | Ligeramente retraída; alófono de /ʊ/ después de una consonante esbelta. Véase fonología del irlandés. |
| Ruso       | Ruso                     | ютиться               | [jʊ̈ˈtʲit̪͡s̪ə] | «juntarse»        | Ocurre solo entre consonantes palatalizadas y en sílabas átonas. Véase fonología del ruso. |

## Ocurrencia
| Lengua  | Lengua            | Palabra  | AFI         | Significado        | Notas                                                                                          |
| ------- | ----------------- | -------- | ----------- | ------------------ | ---------------------------------------------------------------------------------------------- |
| Noruego | Standard østnorsk | gull     | [ɡʏ̈lː]      | «oro»              | Puede ser transcrito como /ʉ/. Véase fonología del noruego.                                    |
| Noruego | Stavangersk       | ond      | [ʏ̈nː]       | «malo»             | Véase fonología del noruego.                                                                   |
| Sueco   | Sueco             | duellera | [dʏ̈ɛˈleə̯ɾä] | «batirse en duelo» | Alófono de /ɵ/ en algunas ocasiones; puede ser transcrita como ⟨ʉ̞⟩. Véase fonología del sueco. |